# Флавий Матерниан
Флавий Матерниан (лат. Flavius Maternianus) (?? — ??) — римский политический деятель начала III века н. э.
Сведения о нем достаточно скудны, он упоминается в «Римской истории» Кассия Диона и «Истории после Марка Аврелия» Геродиана.
Каракалла назначил его на должность Praefectus urbi. Матерниан слыл близким другом Каракаллы, единственным пользующимся огромным доверием. Помимо непосредственного управления городом, по-видимому, исполнял обязанности по руководству войсками в Риме на время отсутствия Каракаллы.
Согласно Геродиану, Каракалла написал Матерниану письмо, в котором просил прибегнуть к помощи лучших магов и узнать, не покушается ли кто на его императорскую власть. Матерниан исполнил поручение, в ответном письме указав на префекта претория Марка Опелия Макрина. Однако Макрин узнал о письме и позаботился о его уничтожении.
Дальнейшая судьба неизвестна. Скорее всего, попал в опалу после прихода к власти Макрина. Макрин в 217 году назначил на пост префекта Рима Марка Оклатиния Адвента